# Nuenen
Nuenen est une localité de la commune néerlandaise de Nuenen, Gerwen en Nederwetten, au nord-est d'Eindhoven dans la province du Brabant-Septentrional. Nuenen est le chef-lieu de la commune.

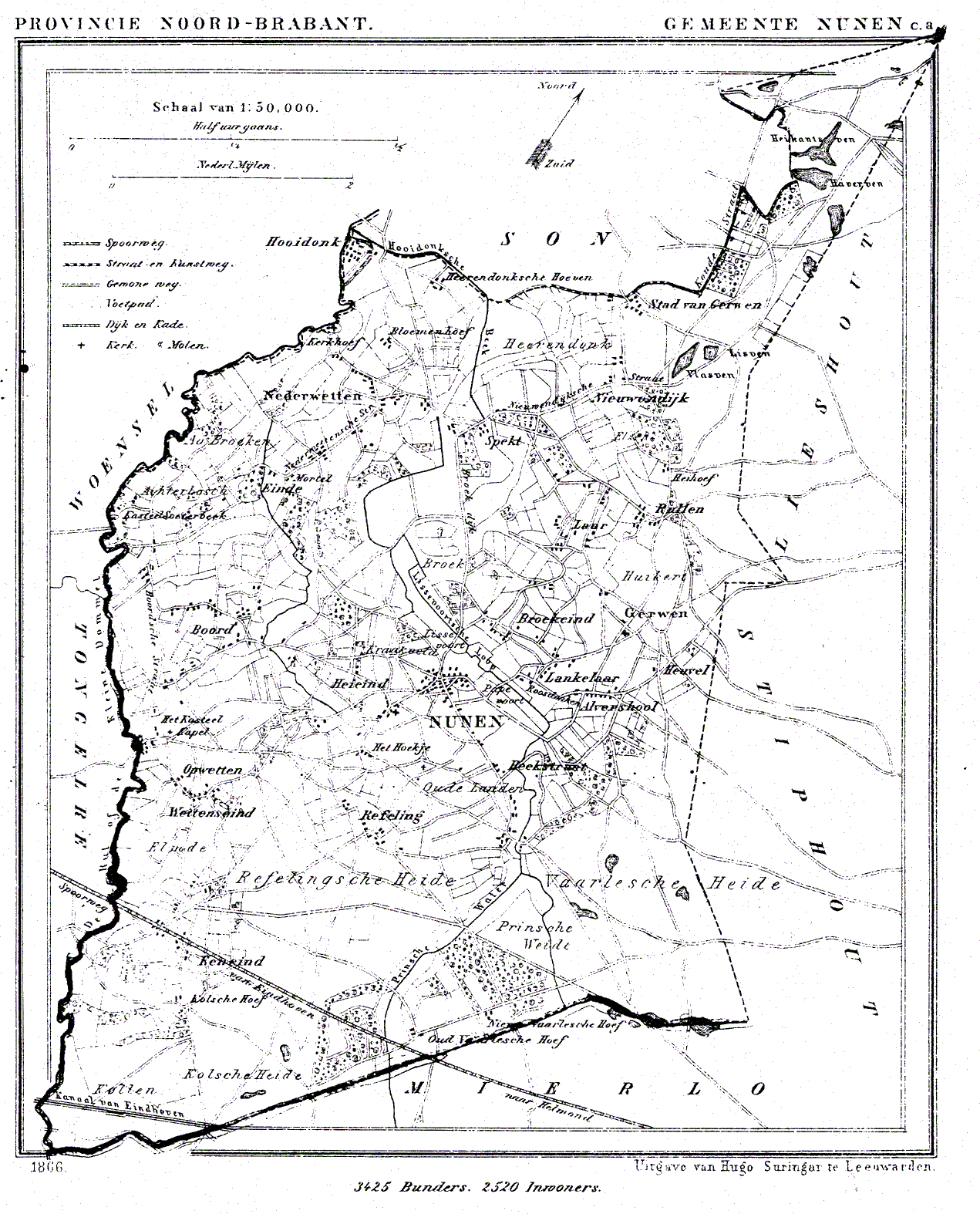
Carte représentant la commune de Nuenen, Gerwen en Nederwetten en 1866.

## Personnalités liées à la localité

### Vincent Van Gogh

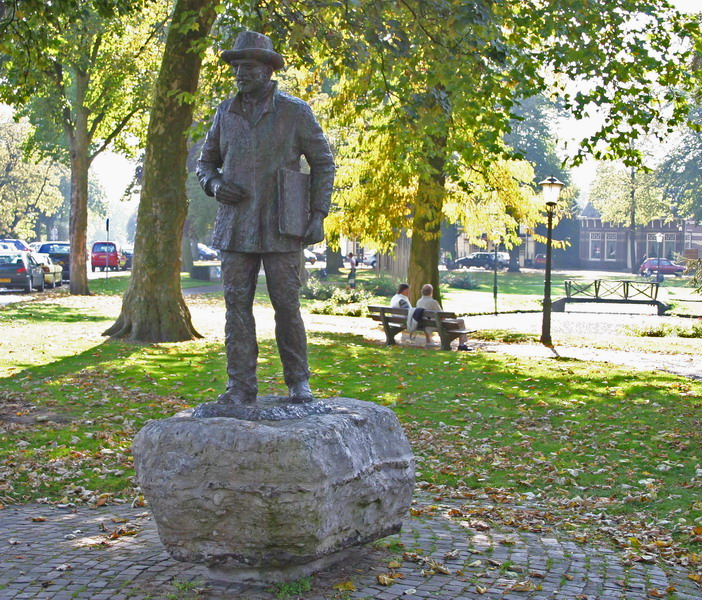
Statue de Vincent van Gogh à Nuenen.

Le peintre Vincent van Gogh a résidé à Nuenen de 1883 à 1885.
Un de ses tableaux, au moins, représente une scène de la ville : Het uitgaan van de hervormde kerk te Nuenen (Sortie de l'église réformée de Nuenen), qui a été volé au musée Van-Gogh en décembre 2002, puis retrouvé en septembre 2016 dans une cachette de la Camorra près de Naples.
Le tableau Les Mangeurs de pommes de terre a été créé alors qu'il vivait à Nuenen. Une rue est d'ailleurs baptisée d'après cette toile, ainsi qu'un café, un collège et un bar. Une statue de Van Gogh est située dans le parc central de la ville.

### Edsger Dijkstra
Le mathématicien et informaticien néerlandais Edsger Dijkstra a résidé à la fin de sa vie à Nuenen et y est décédé le 6 août 2002.

## Seconde Guerre mondiale
Nuenen fut un champ de bataille au cours de l'opération Market Garden, durant la Seconde Guerre mondiale.